# Thabena retracta
Thabena retracta är en insektsart som först beskrevs av Walker 1857.  Thabena retracta ingår i släktet Thabena och familjen sköldstritar. Inga underarter finns listade i Catalogue of Life.